# Сар-Юньон
Сар-Юньон (фр. Sarre-Union) — коммуна на северо-востоке Франции в регионе Гранд-Эст (бывший Эльзас — Шампань — Арденны — Лотарингия), департамент Нижний Рейн, округ Саверн, кантон Ингвиллер. До марта 2015 коммуна являлась административным центром одноимённого упразднённого кантона (округ Саверн).
Площадь коммуны — 15,39 км², население — 3185 человек (2006) с тенденцией к снижению: 2967 человек (2013), плотность населения — 192,8 чел/км².

## Население
Население коммуны в 2011 году составляло 3017 человек, в 2012 году — 2961 человек, а в 2013-м — 2967 человек.
| 1962 | 1968 | 1975 | 1982 | 1990 | 1999 | 2006 | 2008 | 2011 | 2012 | 2013 |
| ---- | ---- | ---- | ---- | ---- | ---- | ---- | ---- | ---- | ---- | ---- |
| 2645 | 2965 | 3130 | 3169 | 3159 | 3356 | 3185 | 3169 | 3017 | 2961 | 2967 |

Динамика населения:

## Экономика
В 2010 году из 1933 человек трудоспособного возраста (от 15 до 64 лет) 1394 были экономически активными, 539 — неактивными (показатель активности 72,1 %, в 1999 году — 69,2 %). Из 1394 активных трудоспособных жителей работали 1150 человек (658 мужчин и 492 женщины), 244 числились безработными (112 мужчин и 132 женщины). Среди 539 трудоспособных неактивных граждан 120 были учениками либо студентами, 191 — пенсионерами, а ещё 228 — были неактивны в силу других причин.

## Достопримечательности (фотогалерея)

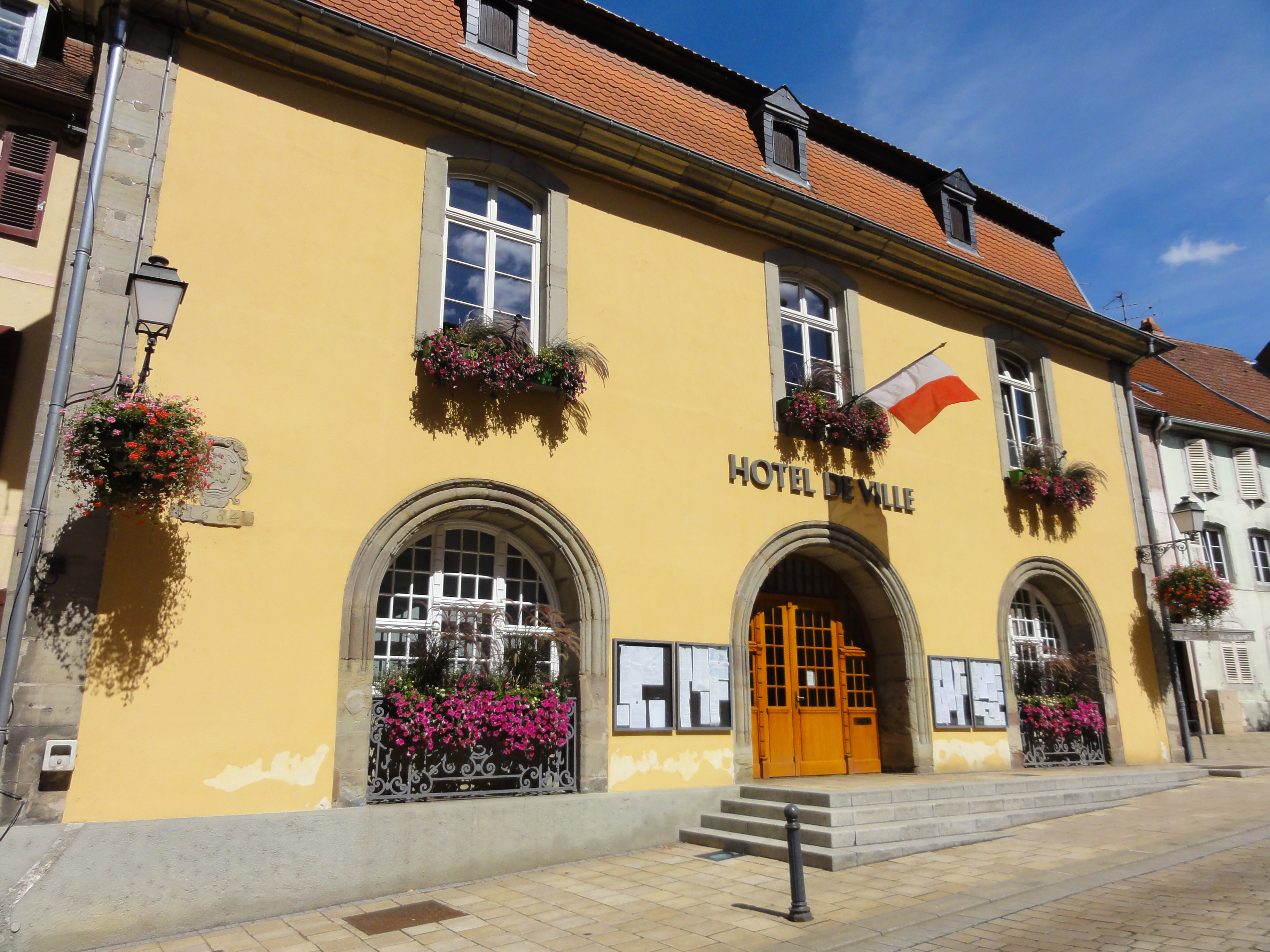
Здание отеля
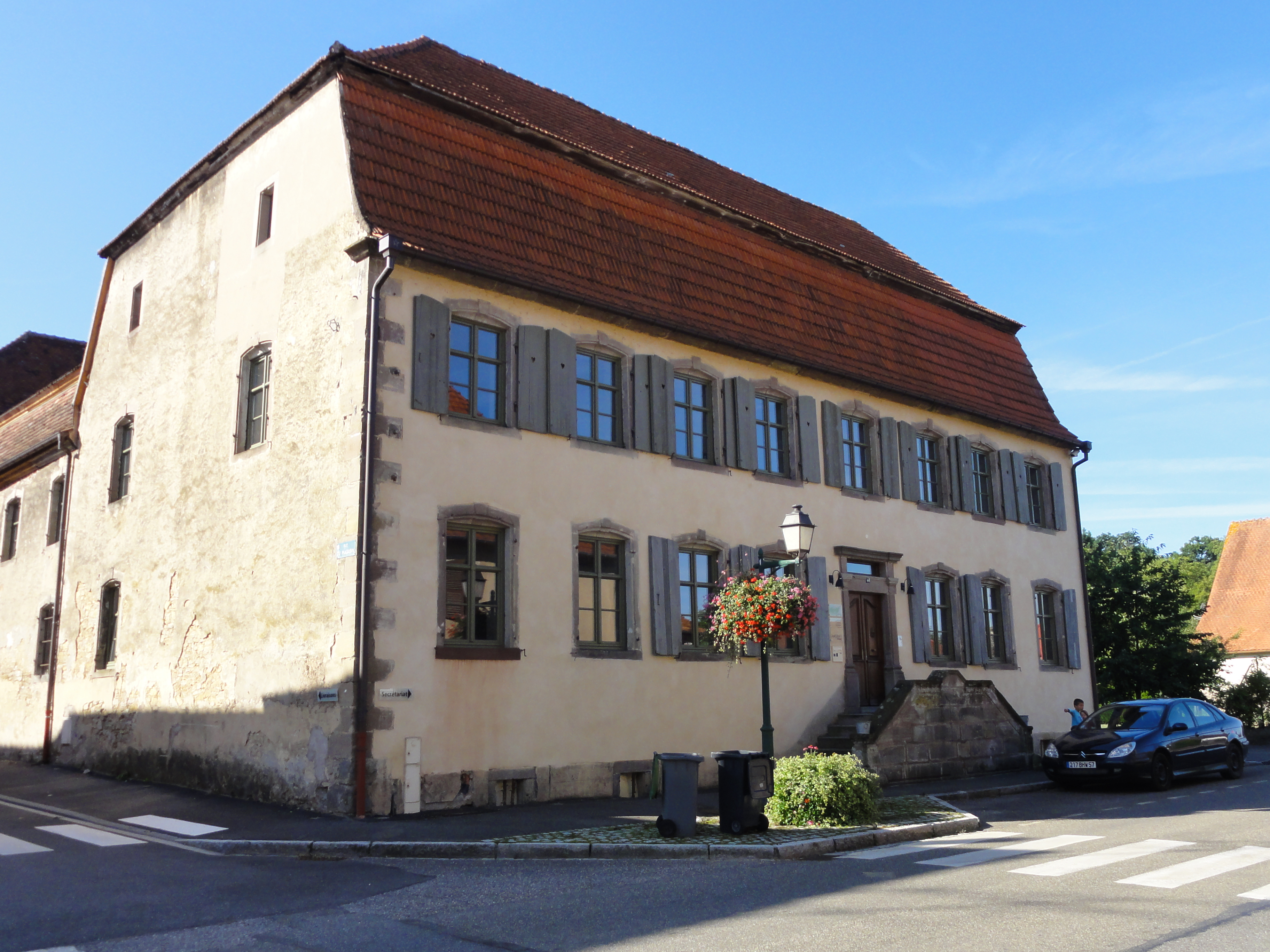
Шато по улице Верден (Вильнёв), 44
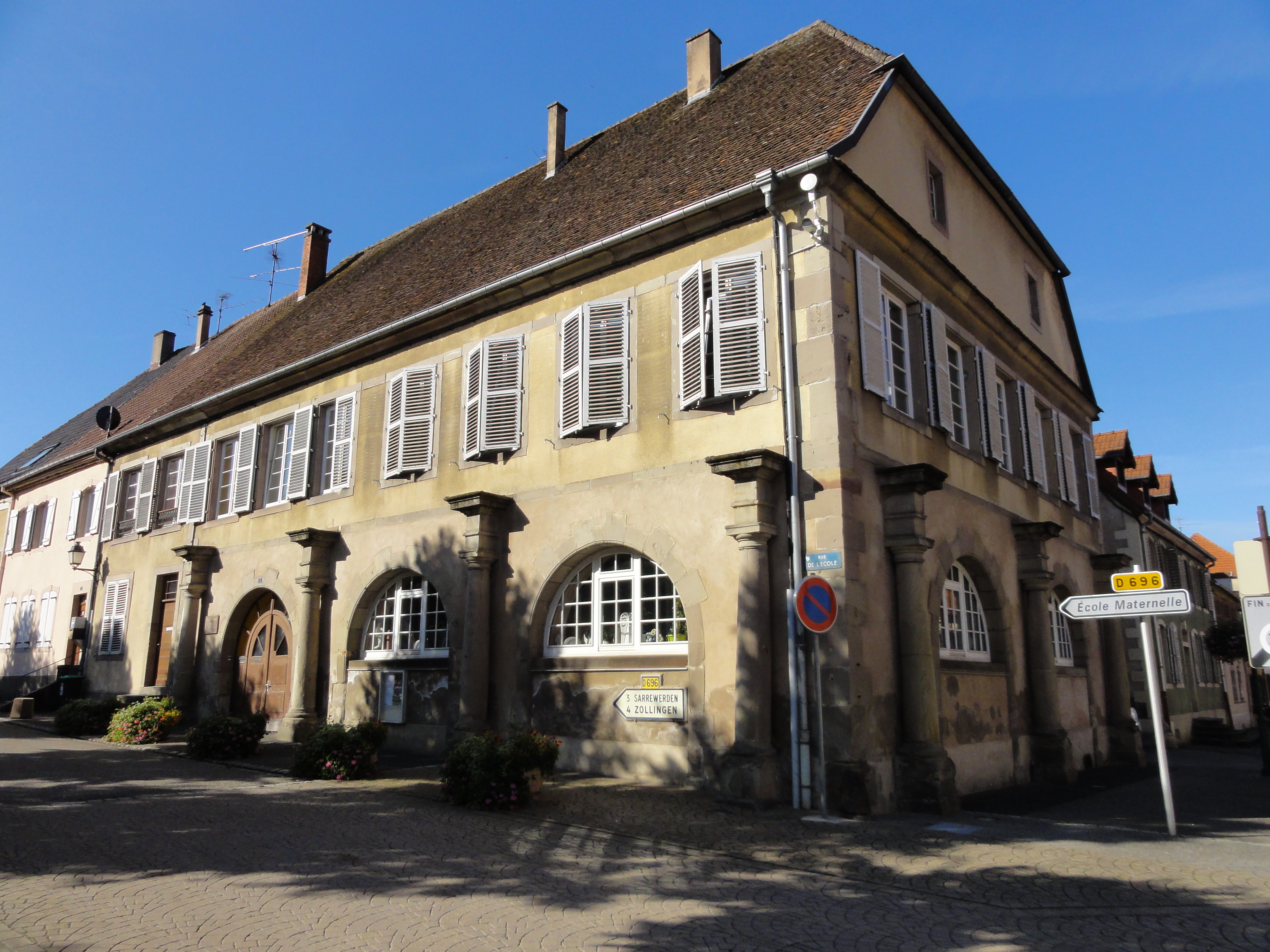
Школа в здании старой ратуши
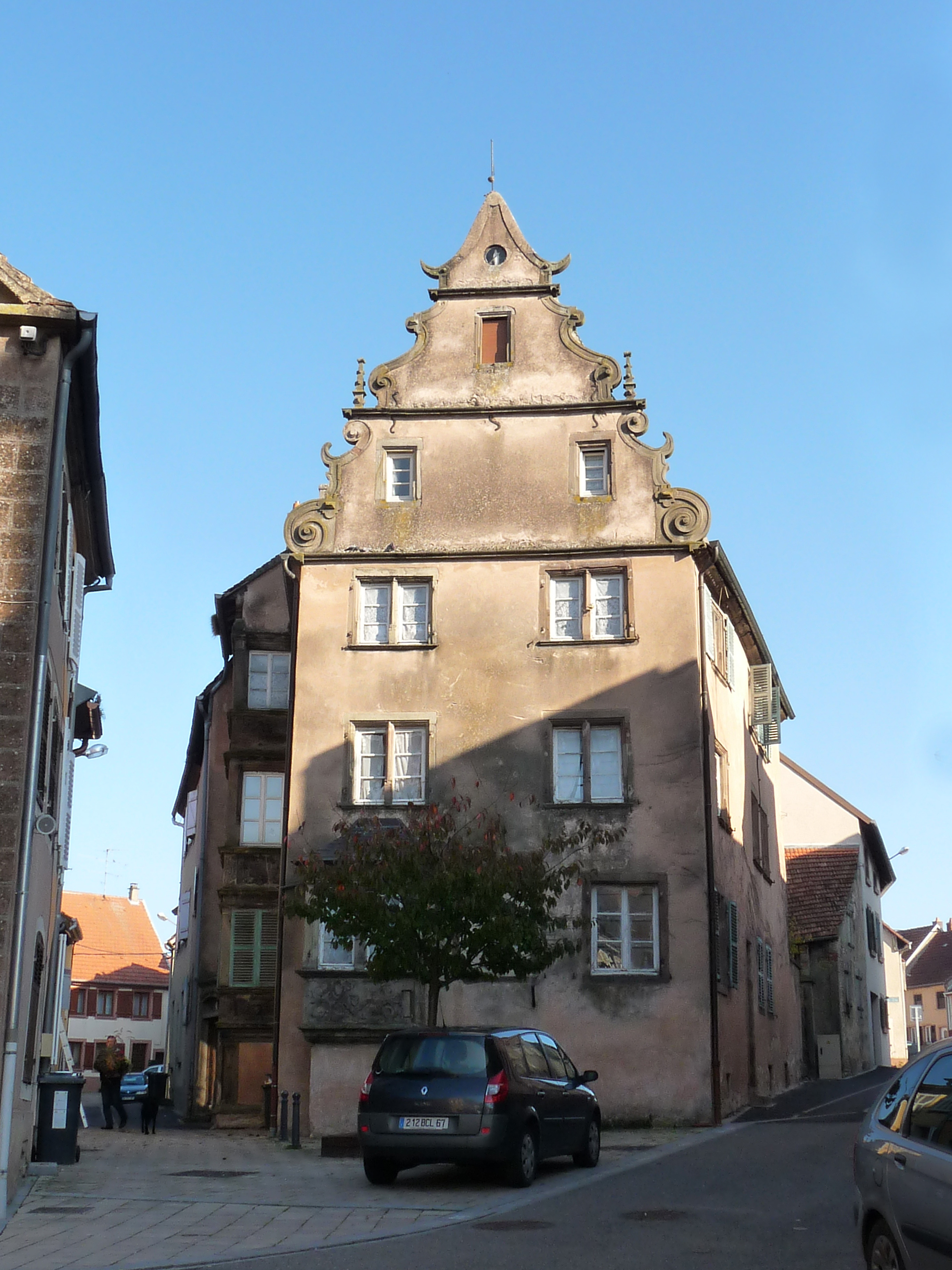
Дом по улице Токарей
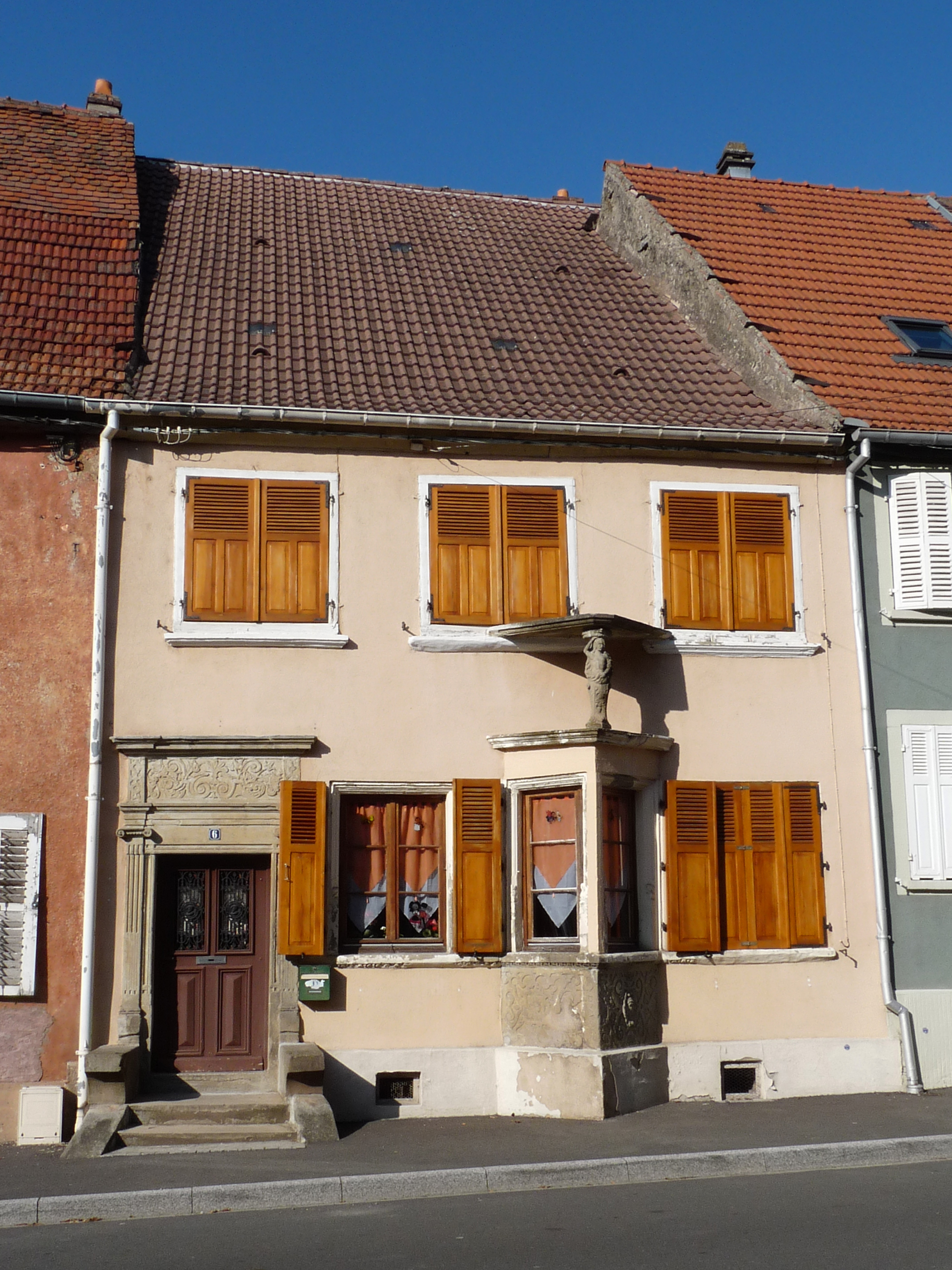
Дом по улице Конвента
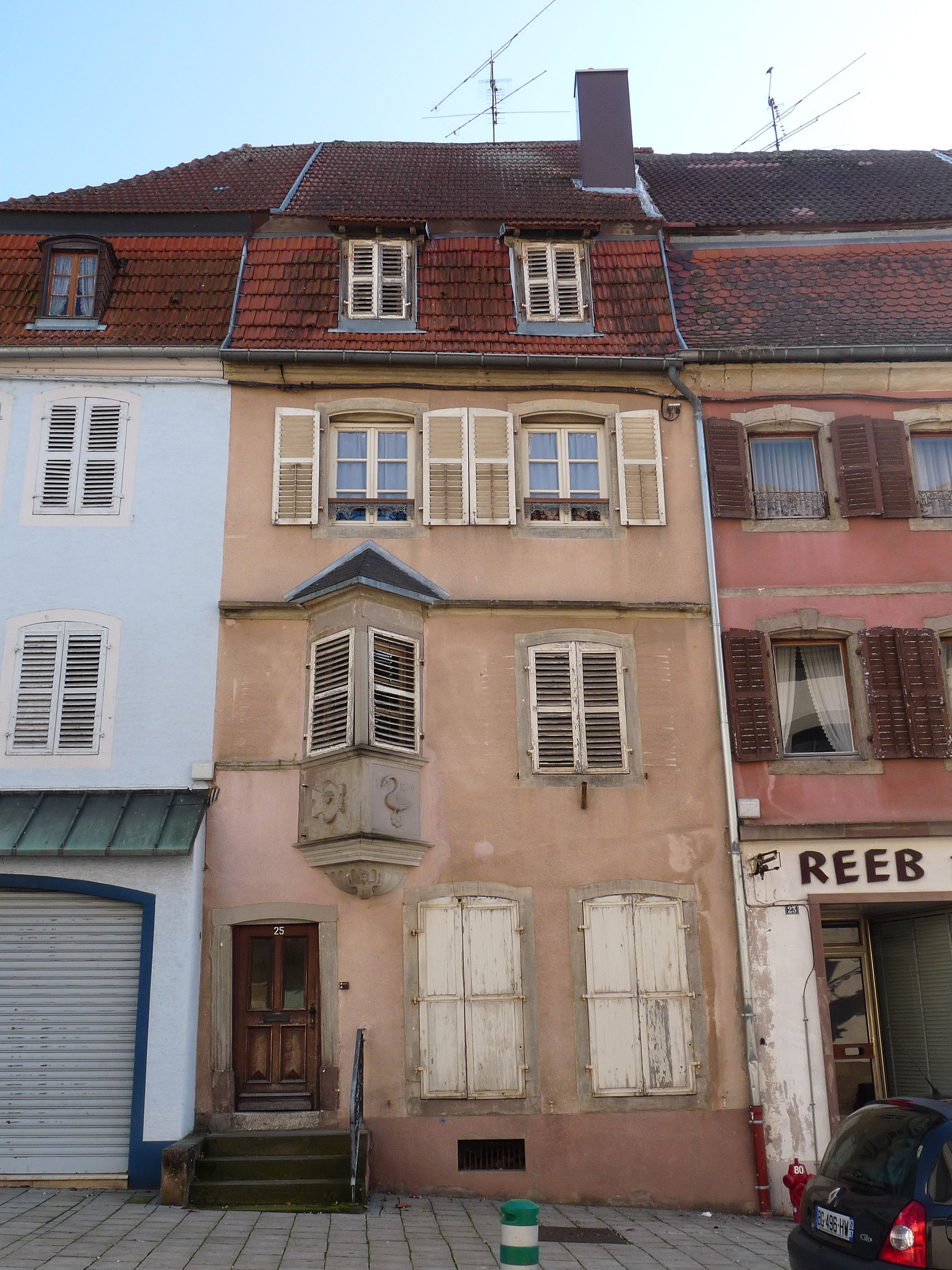
Дом по главной улице
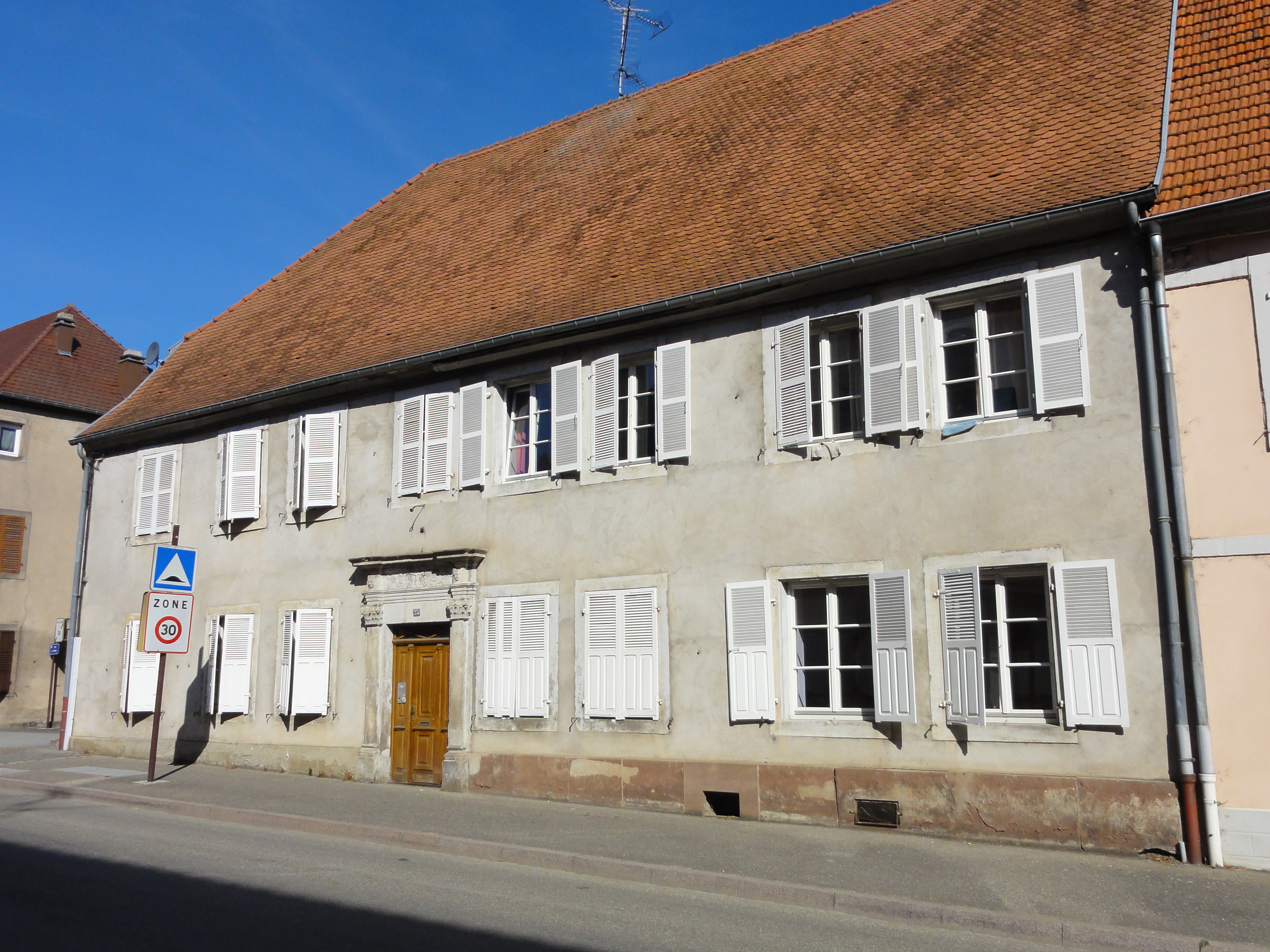
Дом по улице Верден, 25
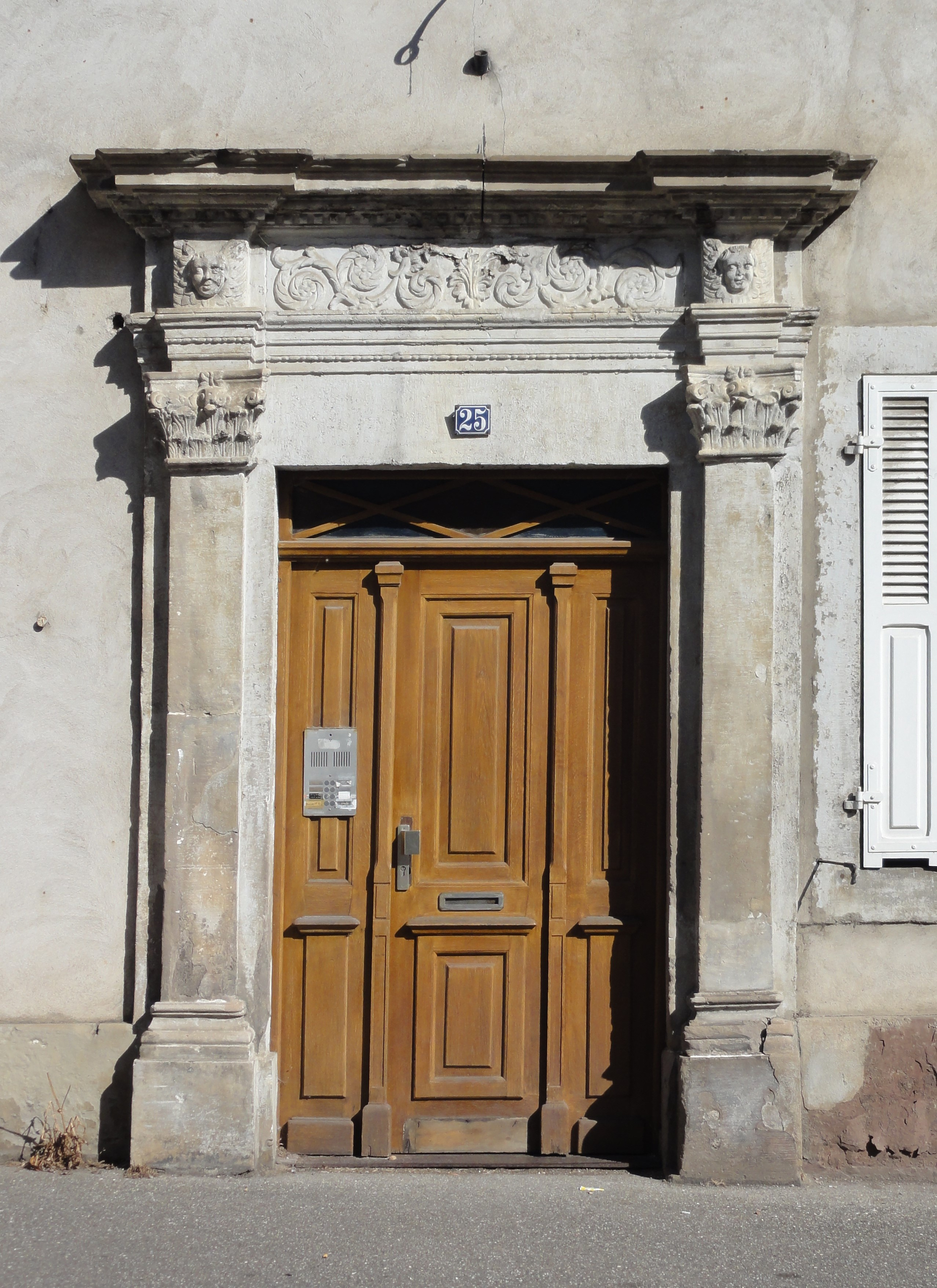
Портал дома по улице Верден, 25
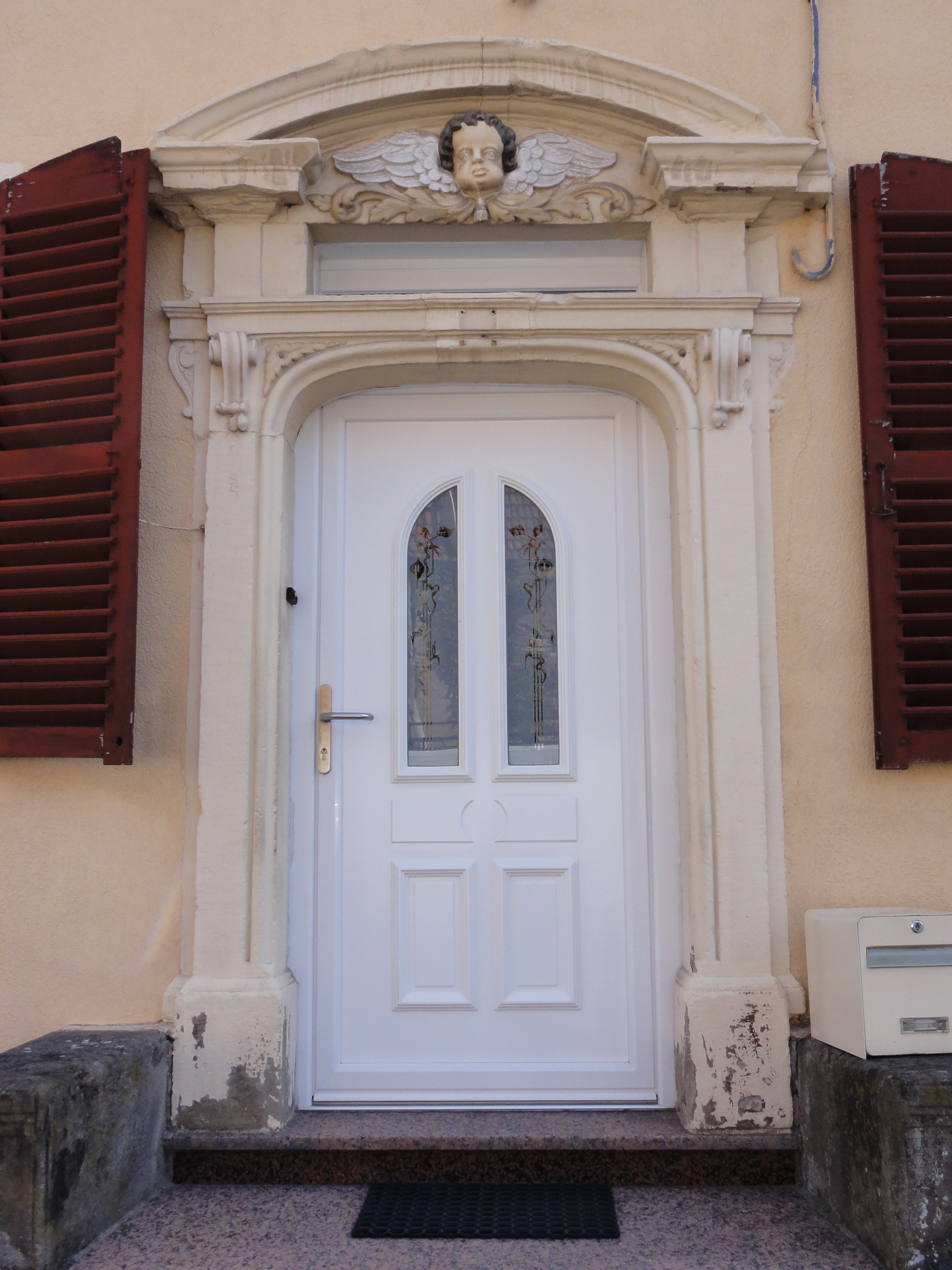
Портал дома по улице Гончаров
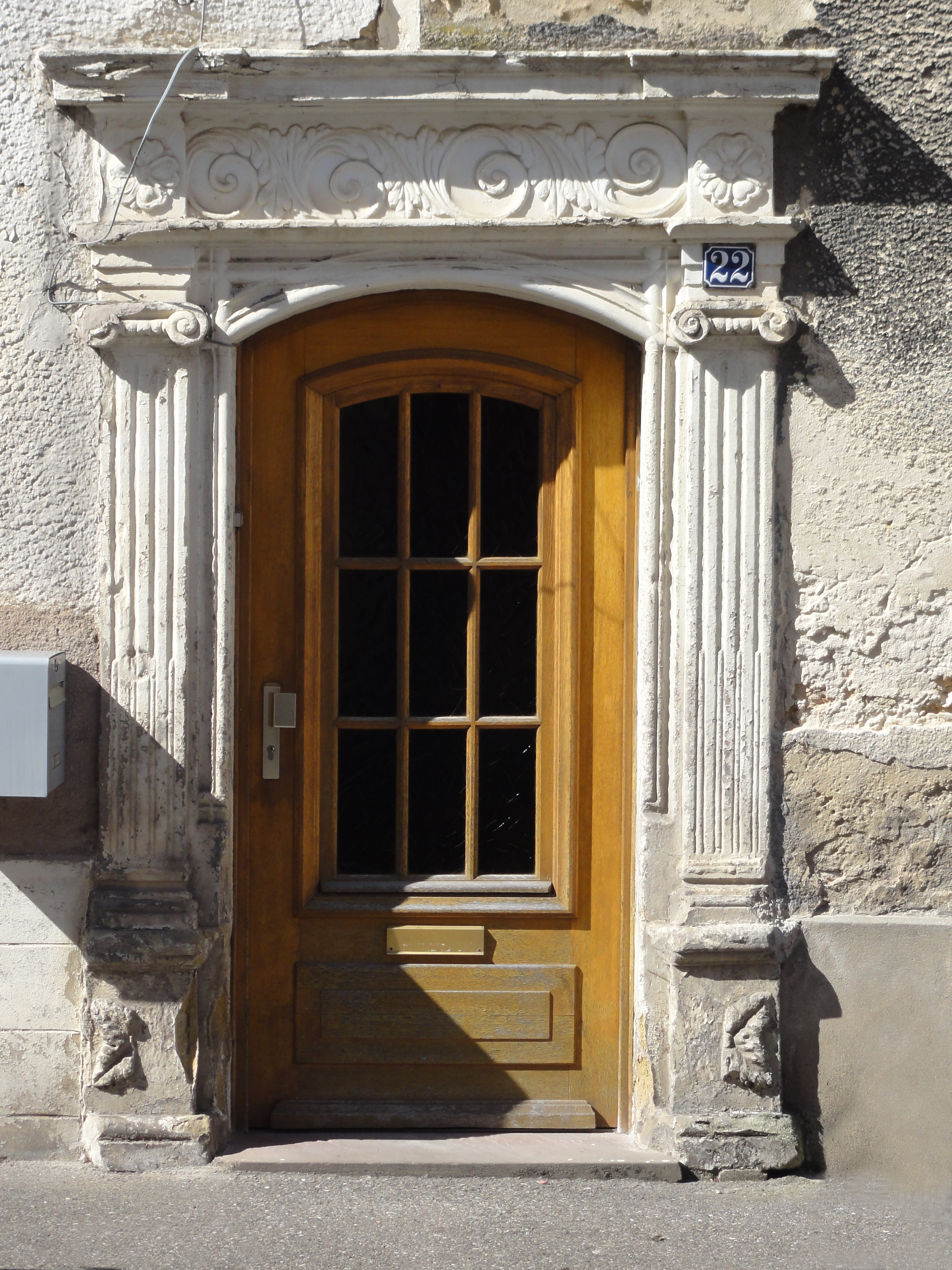
Портал дома по улице Фредерик-Флюэр
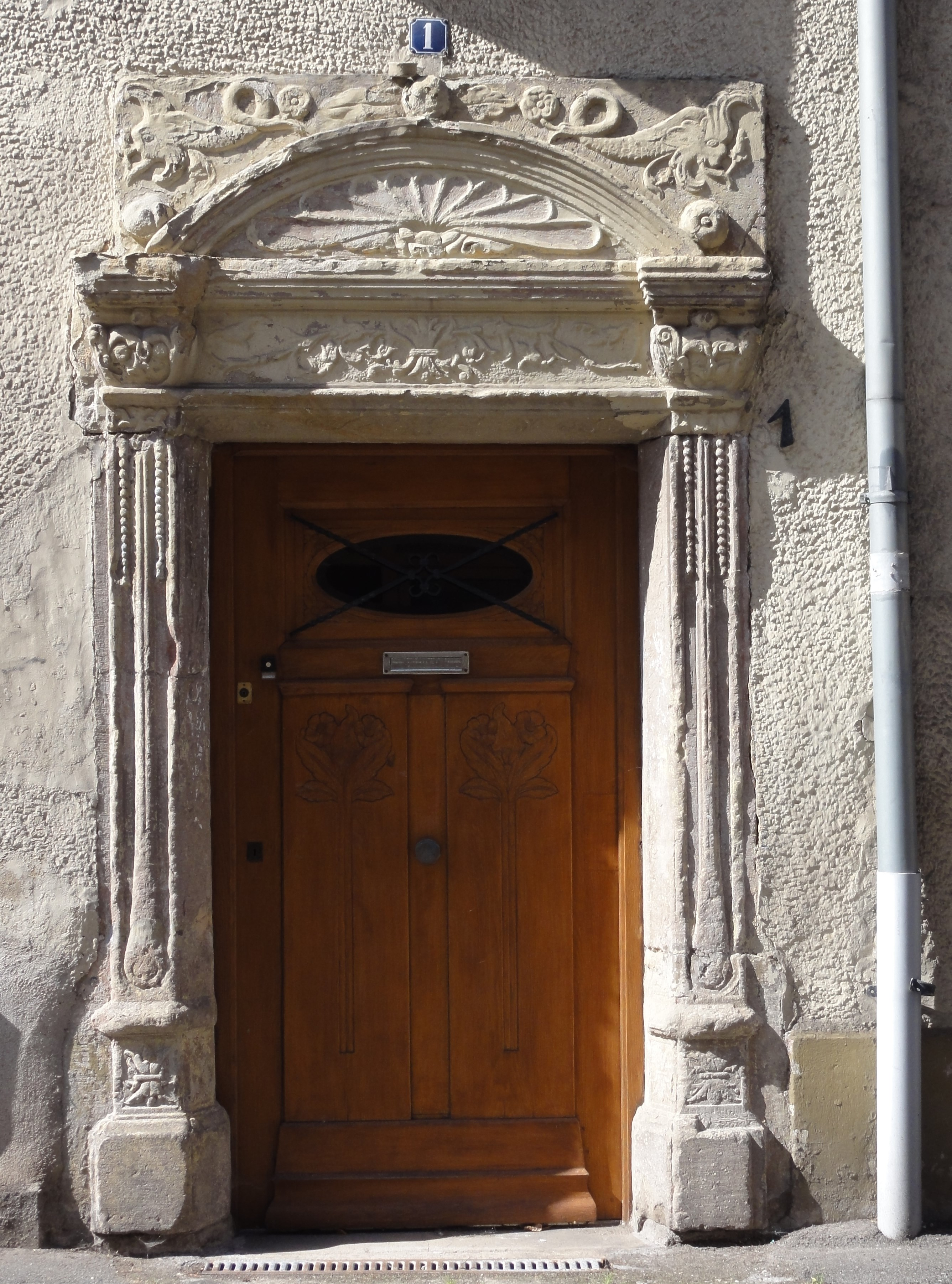
Портал пресвитерии
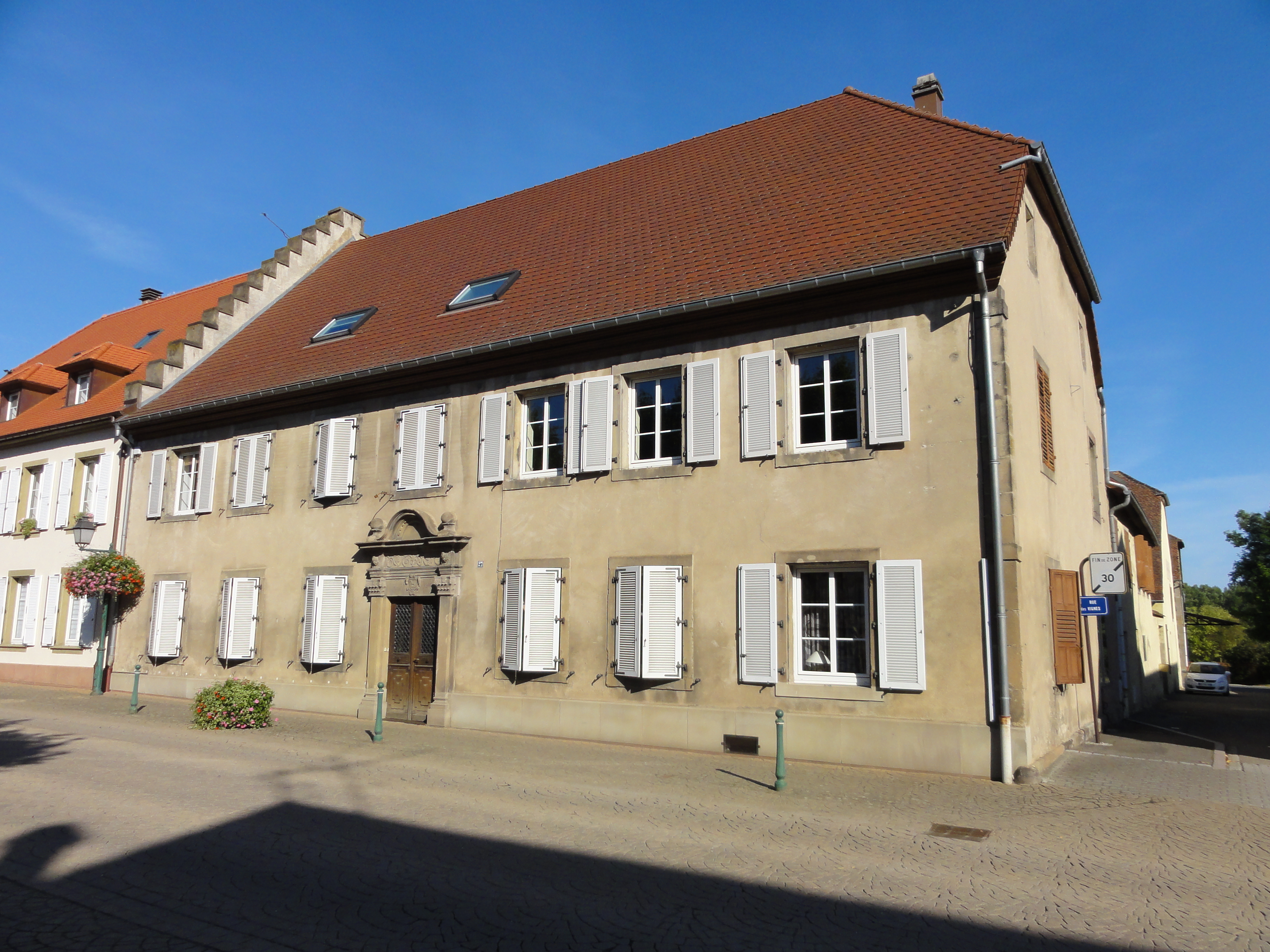
Дом по улице Верден, 27
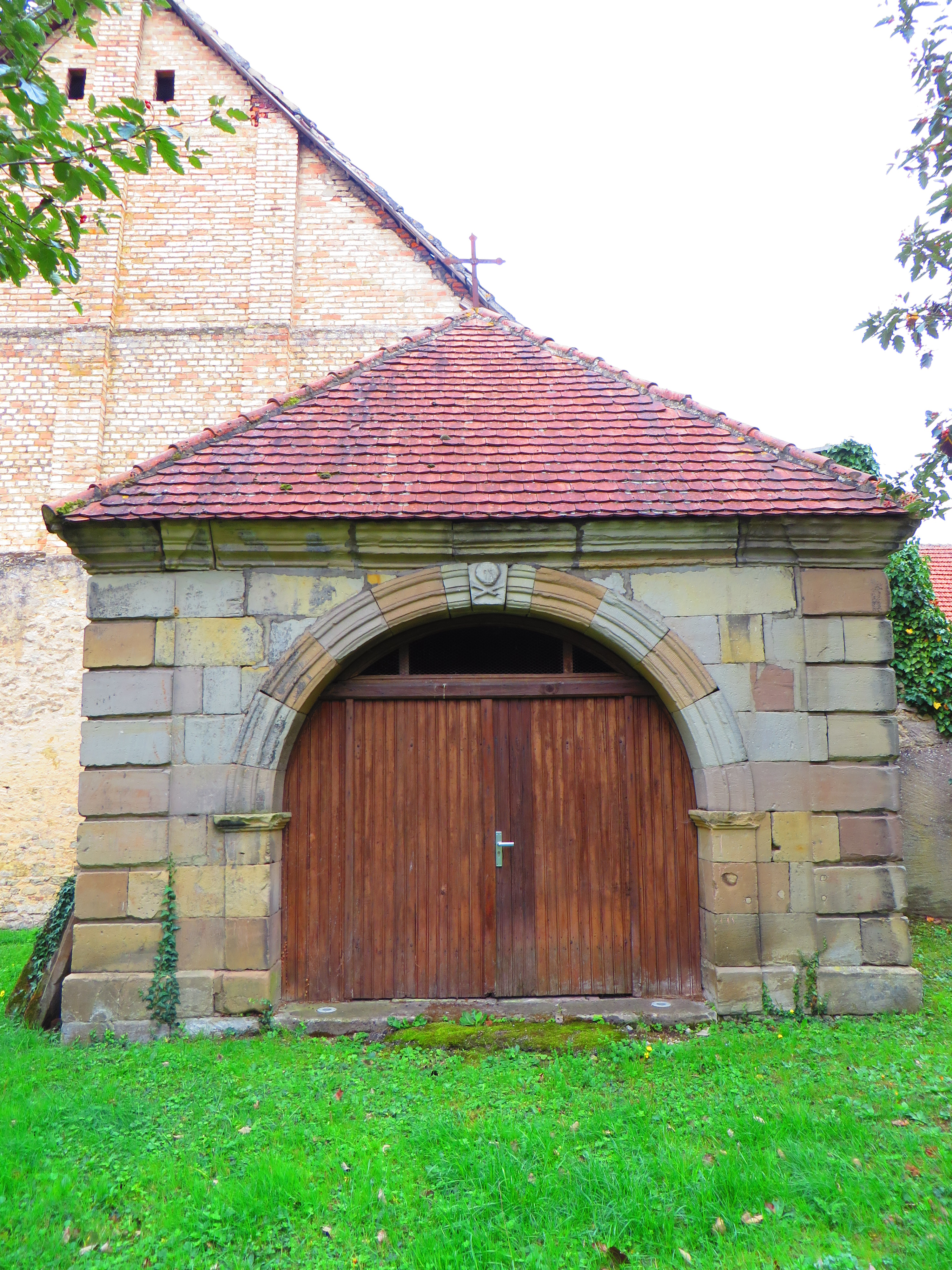
Оссуарий
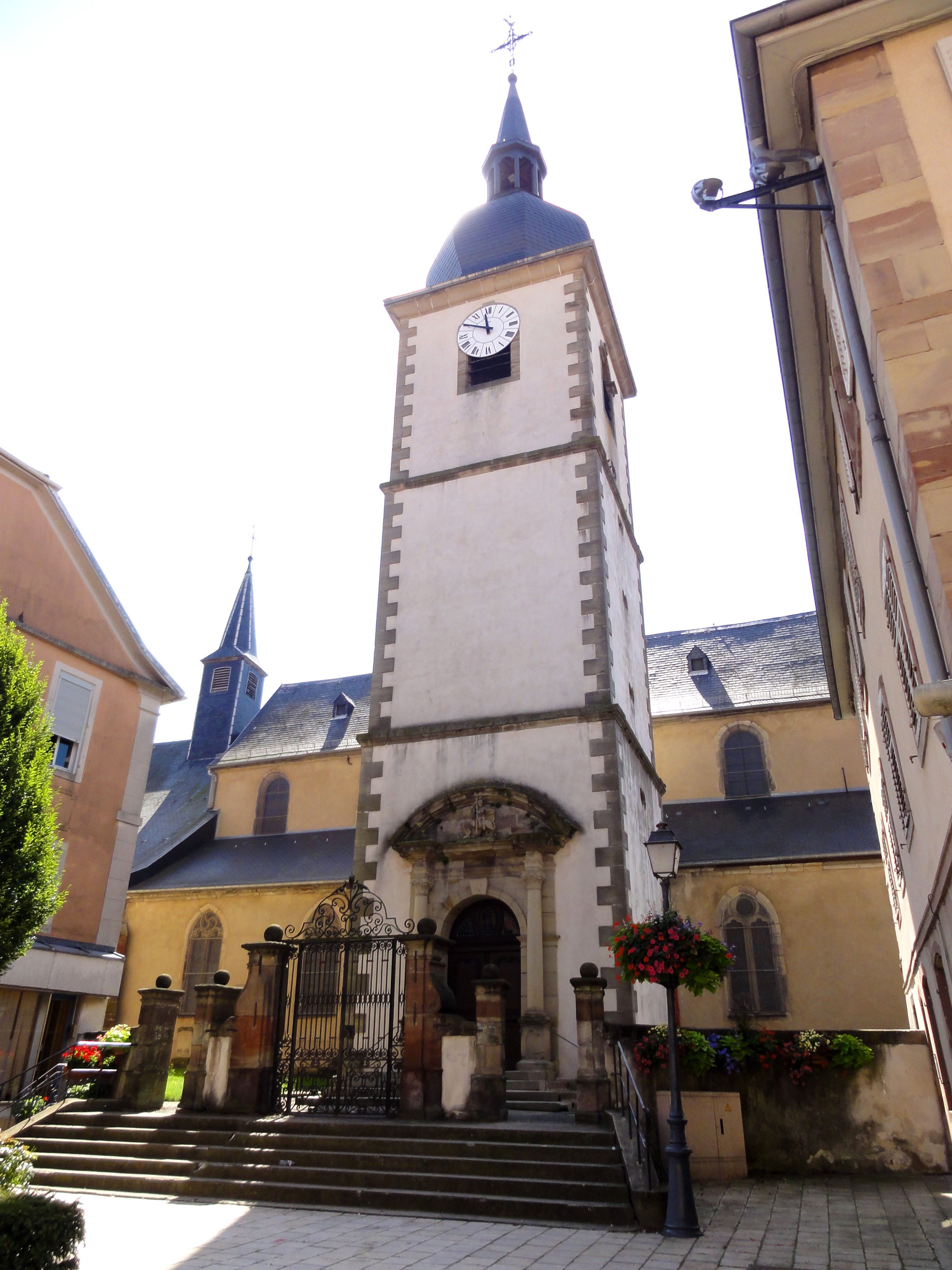
Церковь святого Георгия
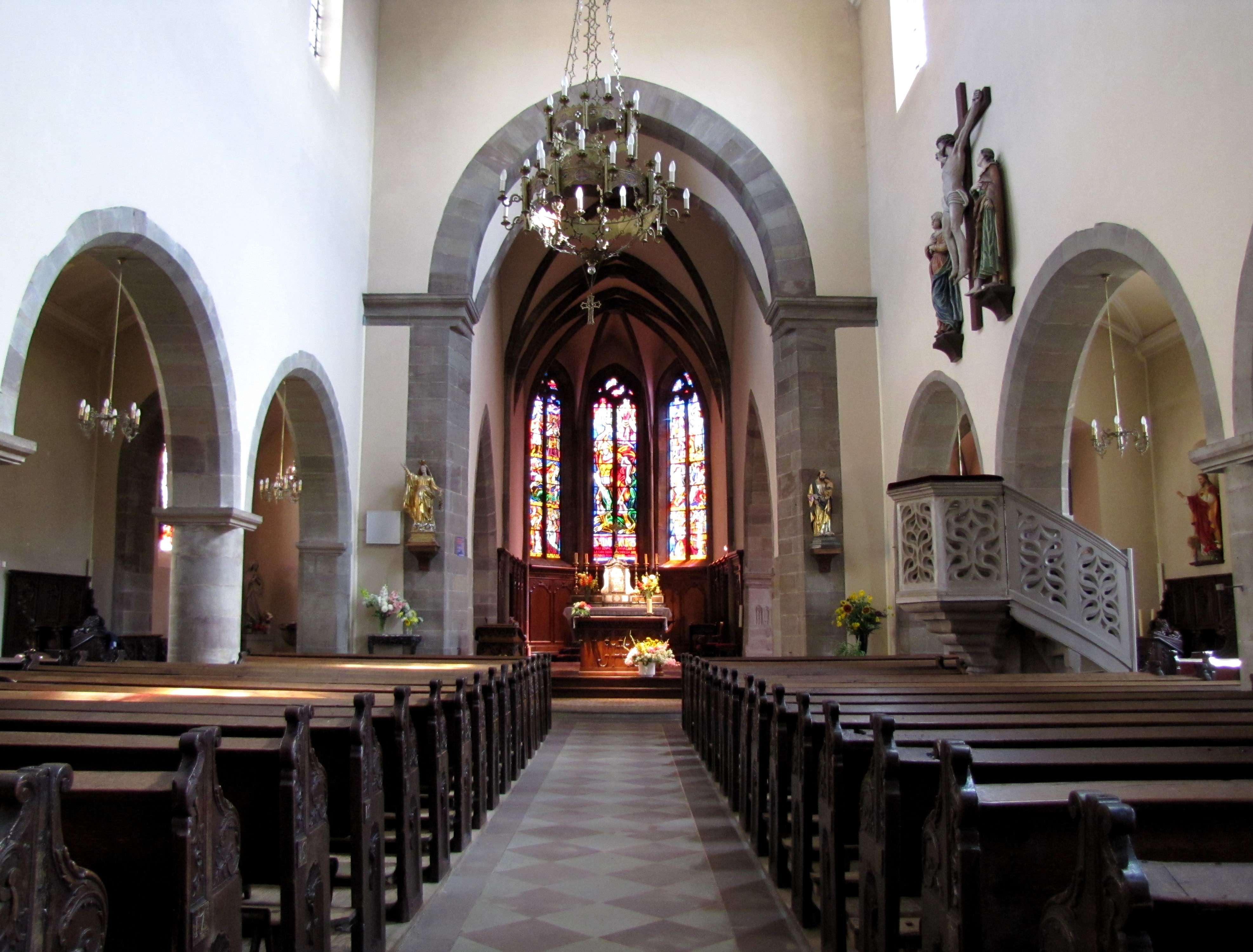
Интерьер церкви святого Георгия
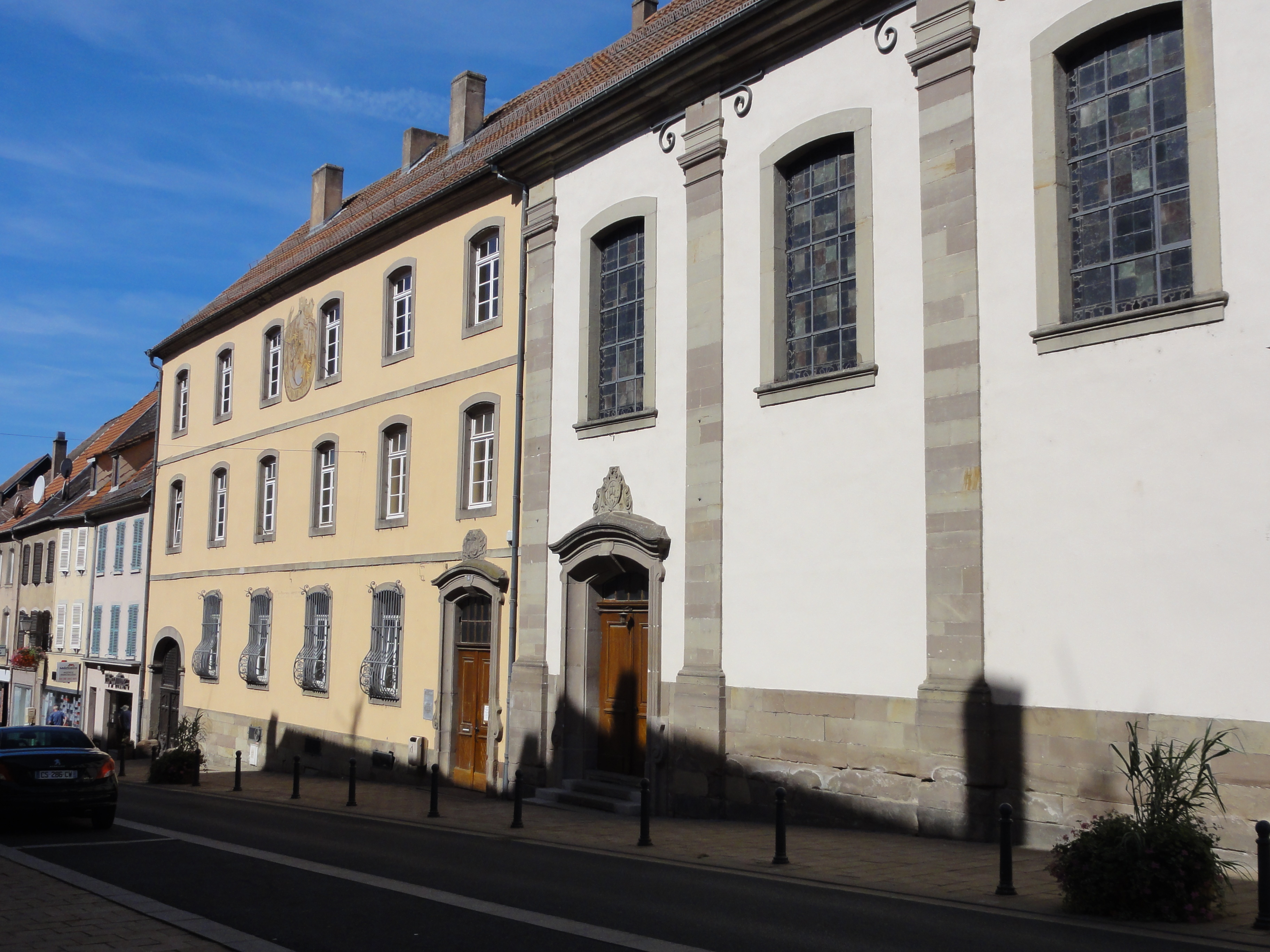
Часовня Сен-Луи (бывший иезуитский колледж)
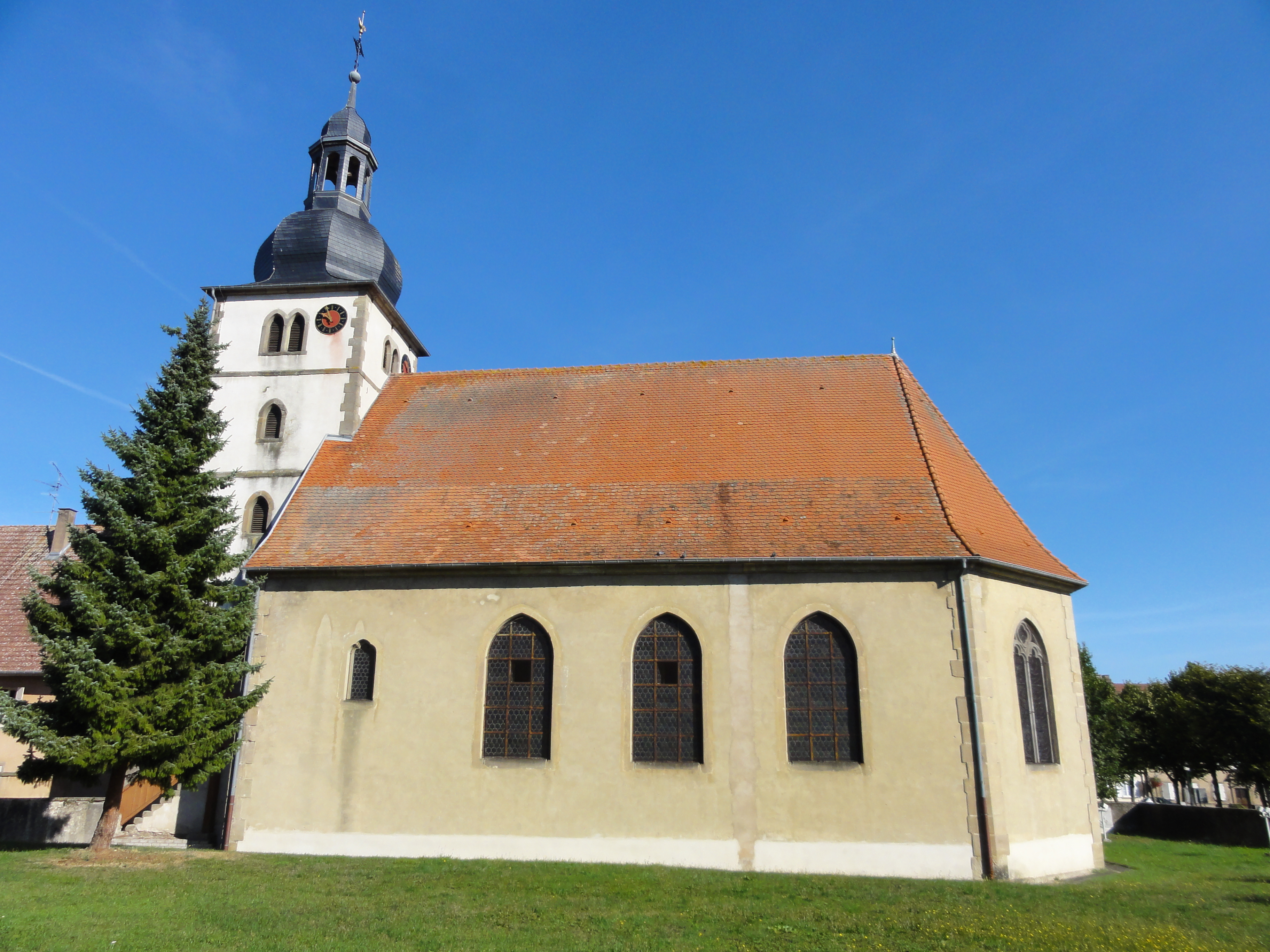
Лютеранская церковь
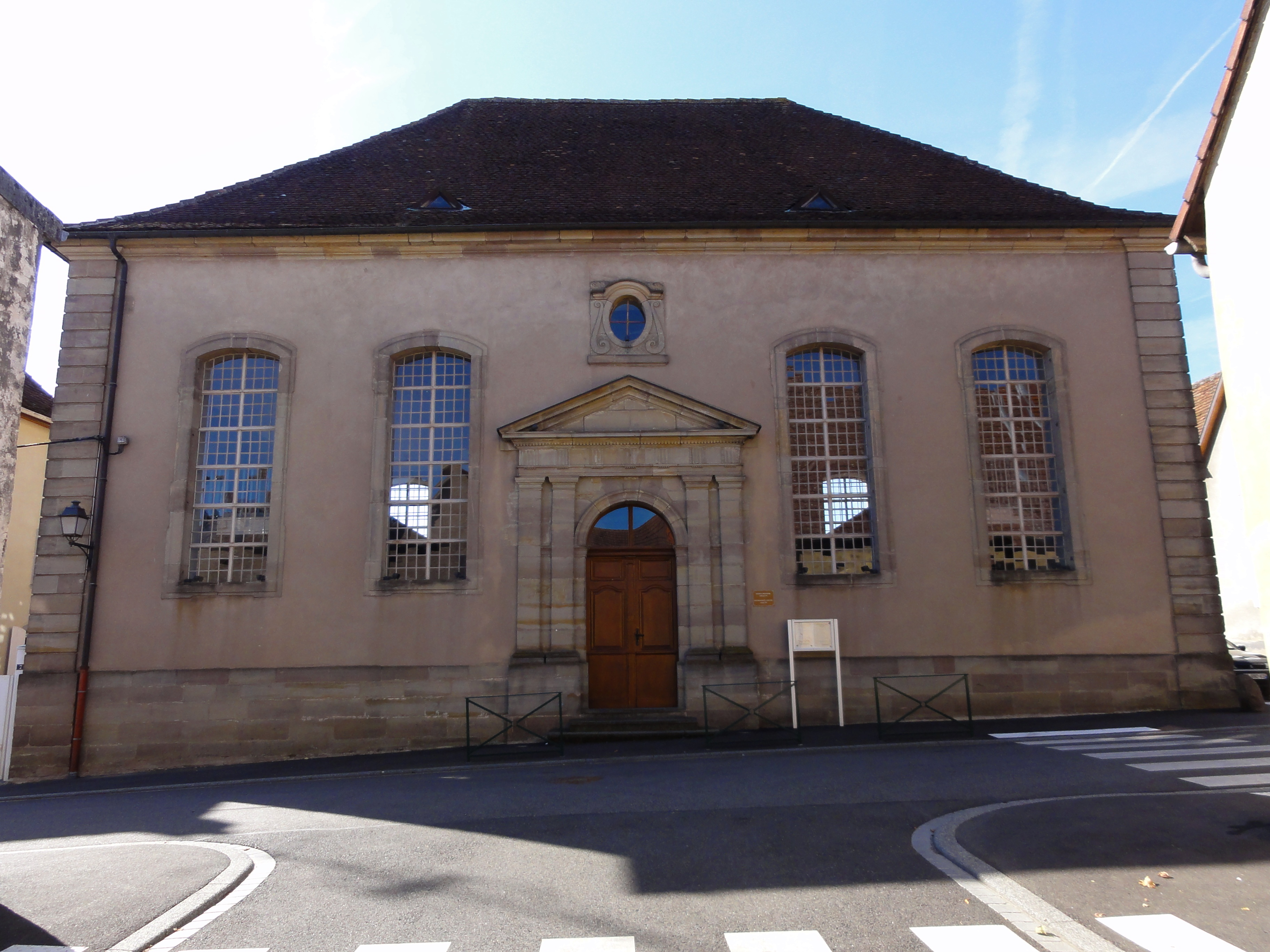
Восстановленный протестантский храм
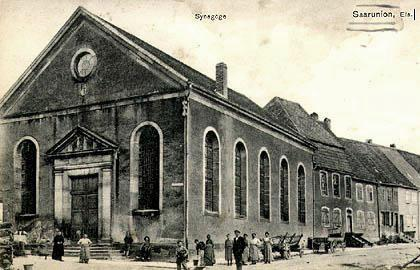
Синагога, 1900
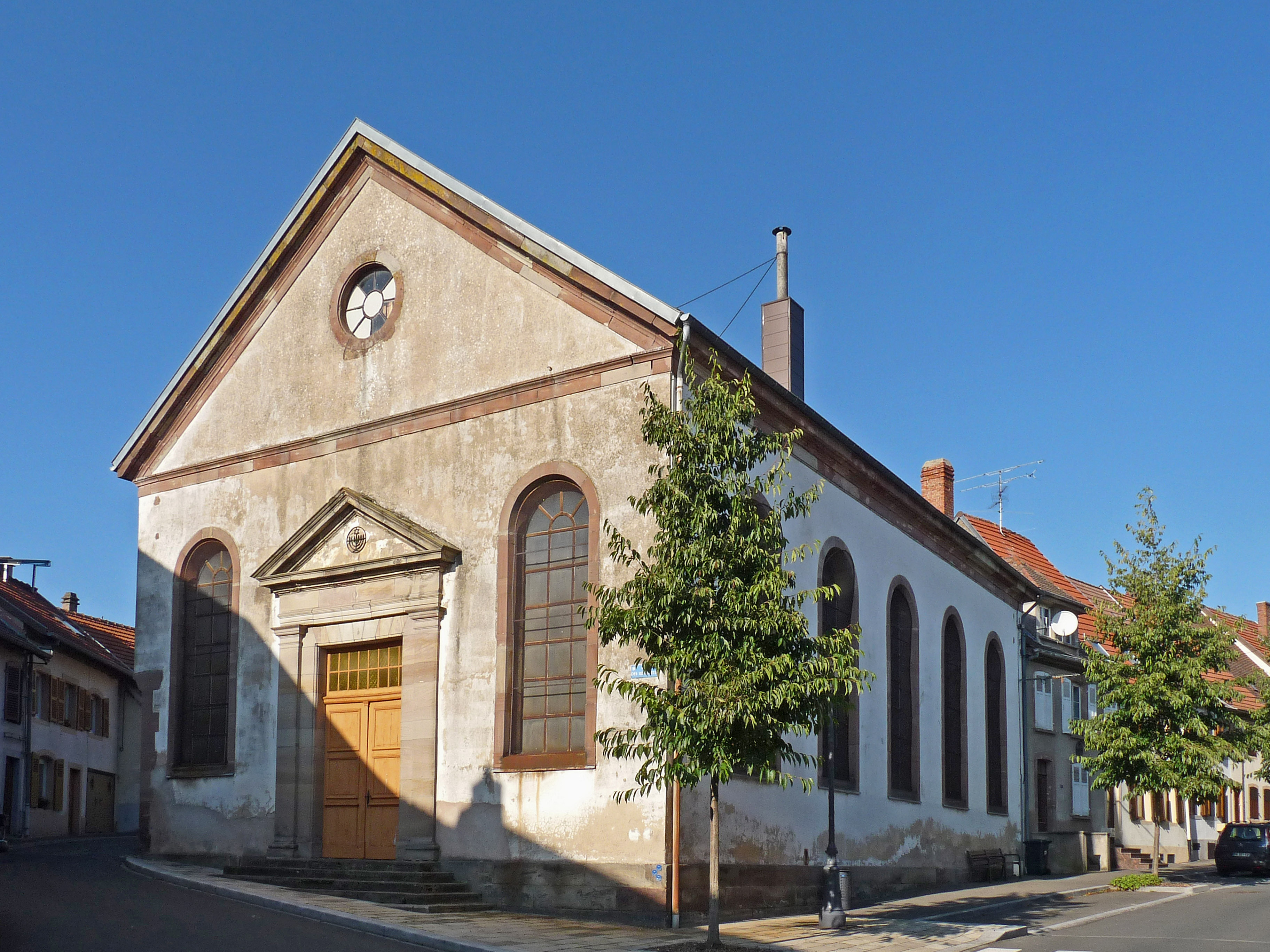
Восстановленная синагога, 1950
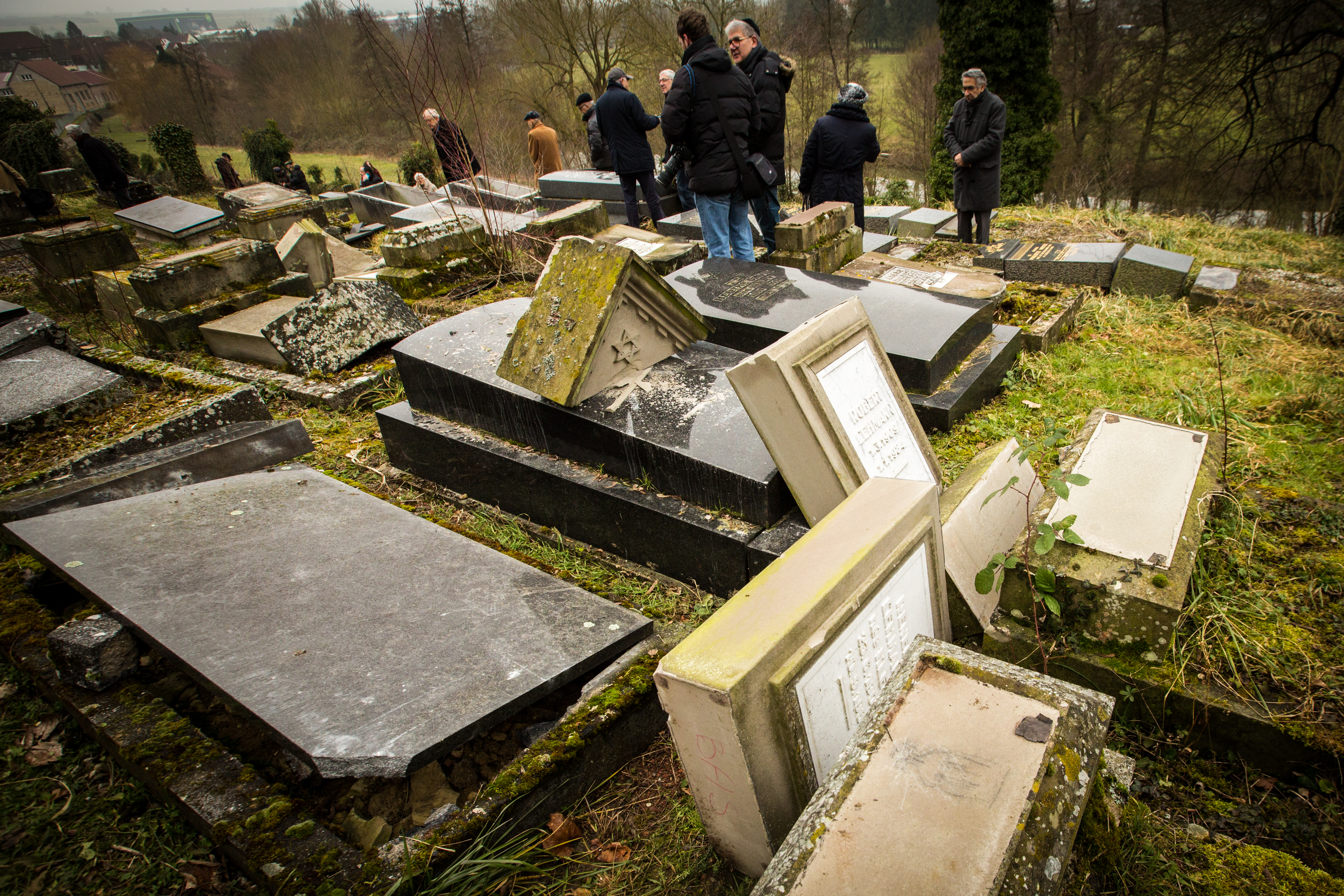
Осквернённое еврейское кладбище, 2015
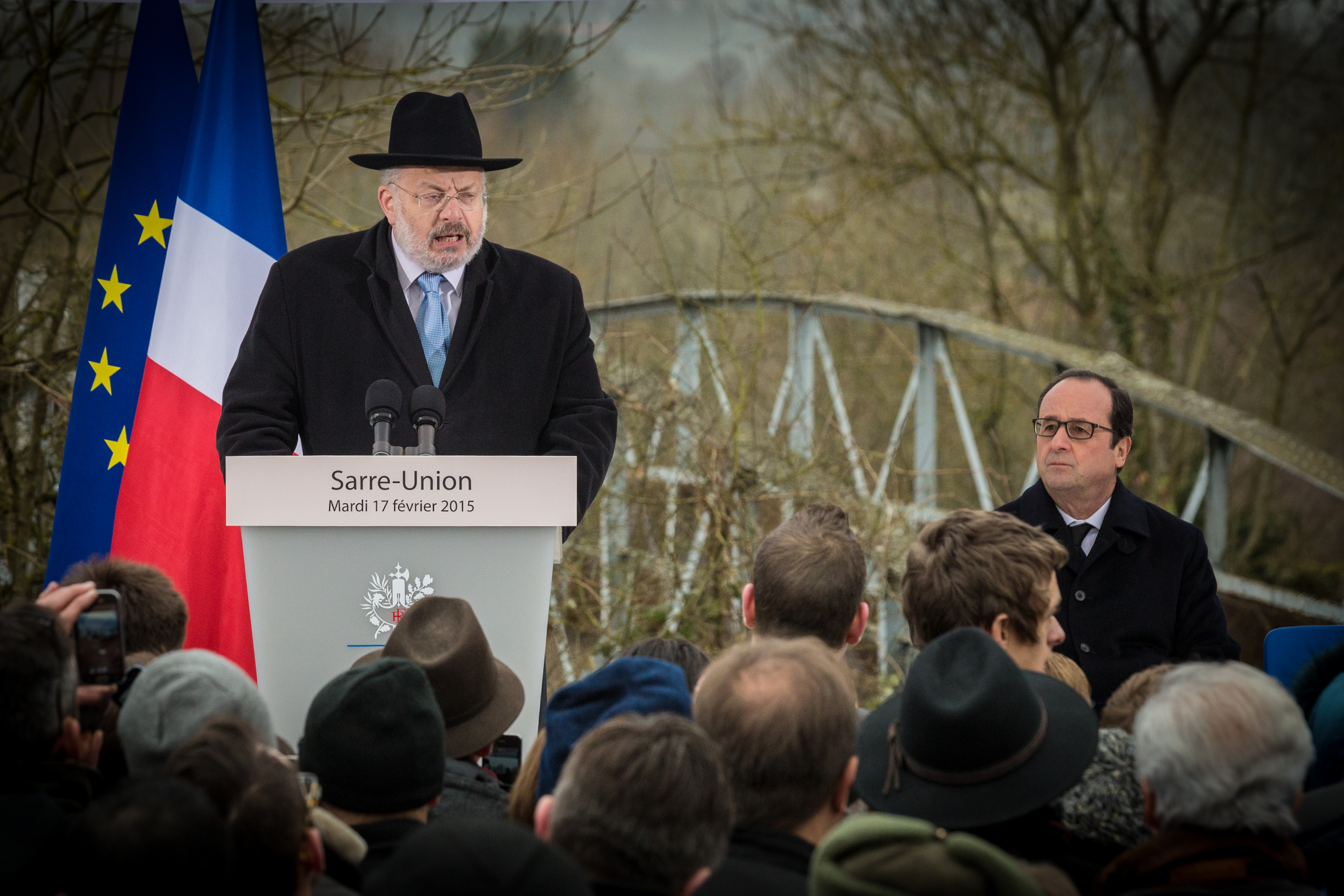
Рене Гутман и Франсуа Олланд, Сар-Юньон 17.02.15 (после осквернения еврейского кладбища)
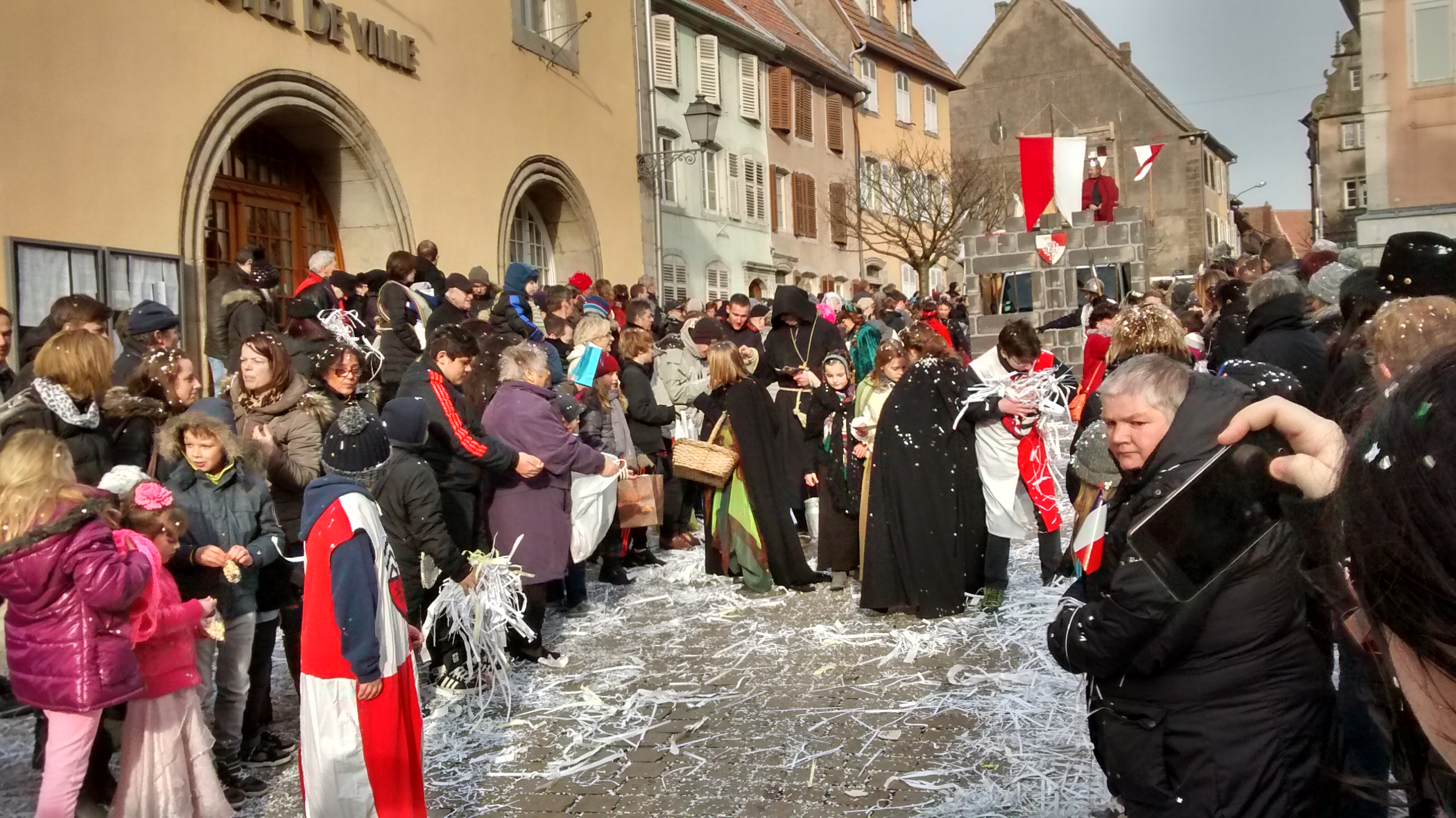
Кавалькада перед ратушей Сар-Юньон 28.02.16
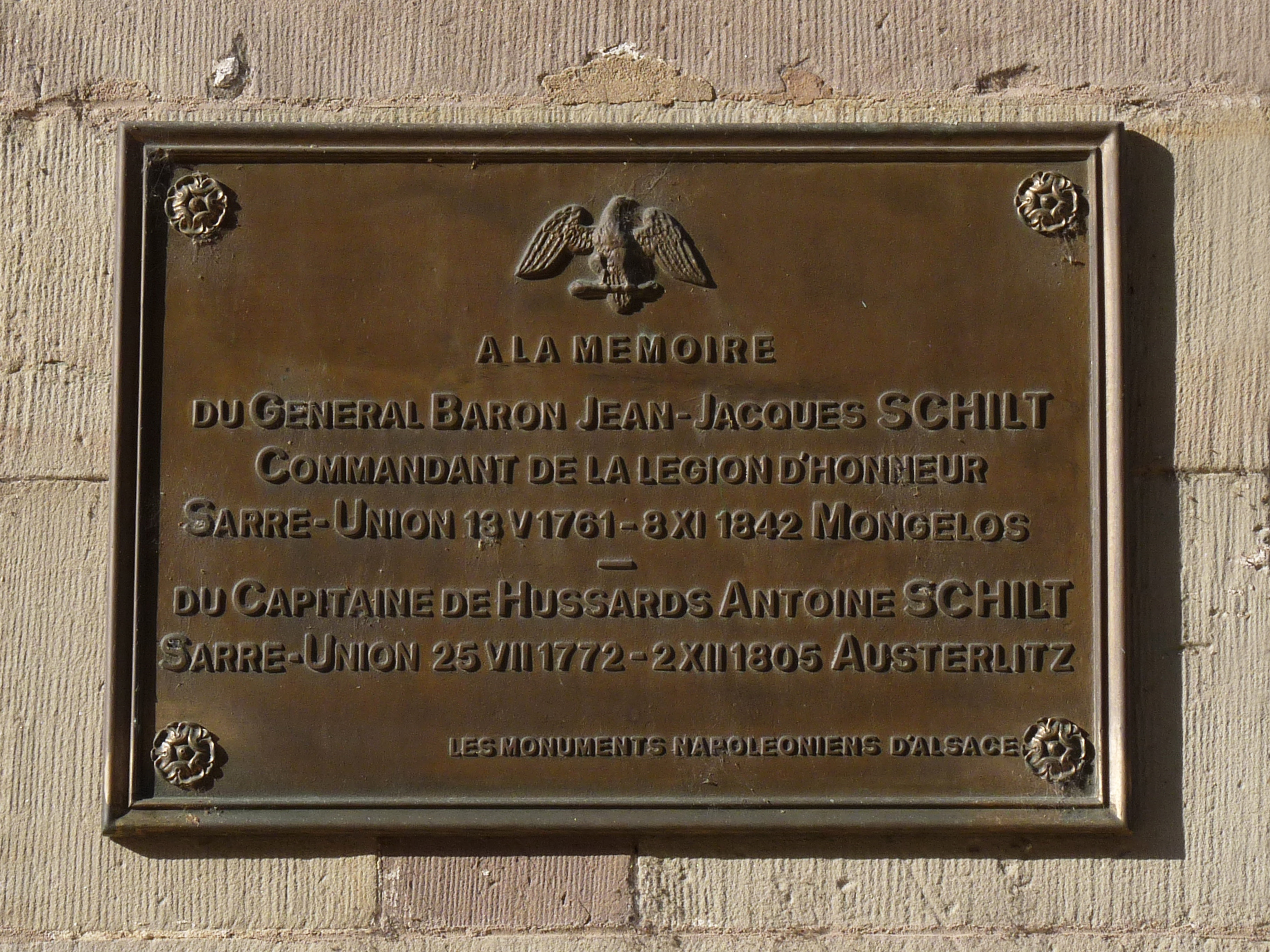
Мемориальная доска в память Жан-Жака и Антуана Шильт